# 王極 (天啟進士)
王极（1585年—？），字建之，號中峨，原號山陰，湖广承天府沔阳州沔阳卫官籍。明朝政治人物。

## 生平
萬曆四十年（1612年）壬子科湖广鄉試舉人，天啓二年（1622年）壬戌科二甲三十四名進士，吏部觀政，授户部山东司主事，管北新、太仓二仓，五年迁员外、郎中，六年出守青州府。时璫祸方烈，各郡建祠恐后，极故缓之，璫败，毁各郡祠，青州独无。崇祯二年擢陕西副使，督学关中，四年考察，寻解组归。辟緑合园，吟咏其中。

## 家族
曾祖王銓，實授百戶。祖王現，實授百戶。父王鷙，贈承德郎戶部山東司主事。前母方氏，贈安人；生母胡氏，贈安人。永感下。兄杞（庠生）、梅（庠生）、桂。弟柱。娶馬氏，封安人。子王之組（庠生）、王之繡、王之綵。